# Imitation of Christ (filme de Andy Warhol)
Imitation of Christ (de 1967) é um filme filmado e dirigido por Andy Warhol.

## Produção
Andy Warhol filmou 16 rolos de filme, de 32 minutos cada, durante janeiro de 1967. As filmagens inteiras foram feitas em uma casa chamada Castle, localizada em Hollywood Hills (casa que Andy costumava alugar durante suas visitas em Los Angeles). Já as filmagens externas foram feitas nos parques e ruas de San Francisco, em maio daquele mesmo ano.
Uma versão estendida do filme, de 480 minutos (8 horas), foi apresentada pela primeira vez em novembro de 1968, para então ser totalmente tirada de circulação — essa versão estendida ficou perdida por muito tempo, e só foi encontrada no começo dos anos 2000. Em dezembro de 1968, essa versão estendida de 8 horas apareceu como segmento de outro filme de Andy Warhol, chamado de "Four Stars (****)", um filme ainda mais longo, de 24 horas.
No final de 1969, Andy Warhol e o cineasta Paul Morrissey reduziram o filme de 8 horas (480 minutos) para apenas 105 minutos, e depois acabaram lançando-o sob o mesmo nome.
Excertos de "Imitation of Christ" foram incluídos no filme Pie in the Sky: The Brigid Berlin Story, um documentário de 75 minutos sobre a vida de Brigid Berlin (ou Brigid Polk). Este documentário, lançado no dia 7 de setembro de 2000, foi dirigido por Vincent Fremont e Shelly Dunn Fremont.

## Elenco
- Brigid Berlin (também conhecida como "Brigid Polk") interpreta a Mãe.
- Ondine (também conhecido como "Bob Olivo") interpreta o Pai.
- Pat Close (também conhecida como "Patrick Tilden Close") interpretou Son.
- Nico interpretou A Empregada.
- Taylor Mead interpretou o vagabundo.
- Andrea Feldman interpretou a Namorada de Son.

## Sumário
O título deste filme originou-se do livro Imitação de Cristo, um guia espiritual escrito no século XV pelo holandês Tomás de Kempis (1390-1471).
O filme é uma comédia dramática sobre um jovem homem, bonito e charmoso, chamado Son. Ele passa grande parte do tempo em seu quarto, na companhia de sua família, que o alimenta com Corn Flakes, acaricia seu cabelo e lê para ele, em voz alta, o livro Imitação de Cristo.
Em outro lugar da casa, os pais deste jovem homem, deitados na cama, começam a conversar sobre o filho, tentando analisar o que há de errado com ele, enquanto, ao mesmo tempo, admitem atração física por ele, lamentando as suas próprias vidas. É de menor importância, mas também importante dizer, que Son tem argumentos raivosos com a sua namorada abrasiva.

## Recepção
Houve bastante louvor no dia da première do filme, pois muitos disseram que Andy Warhol era "o equivalente de Victor Hugo". Mas houve também muita crítica pelo fato de o filme não ter sido lançado após a sua première.